# 3人のマリア

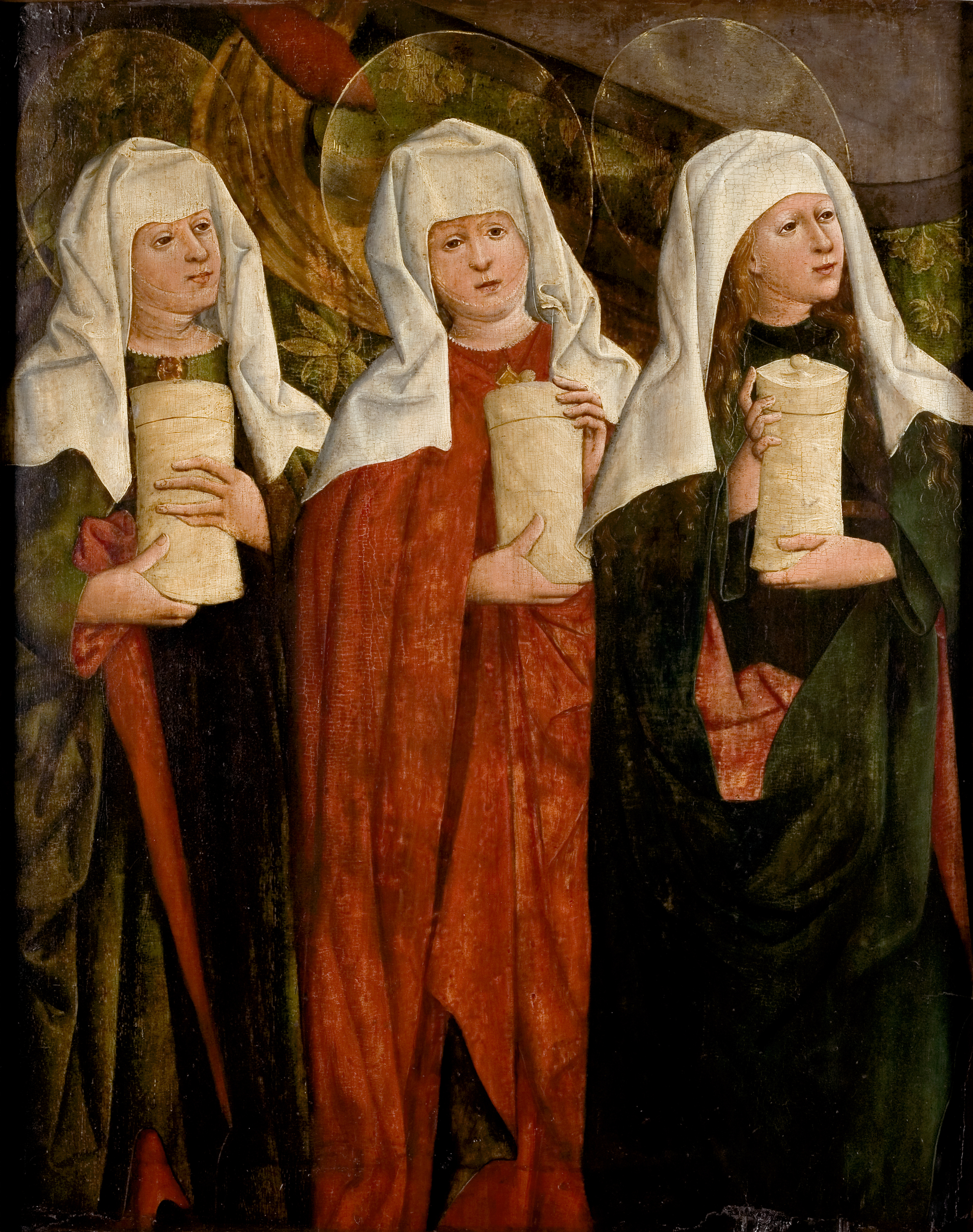
ニコライ・ハベルシュラックの絵画『墓の前の三人のマリア』（15世紀）

3人のマリア（さんにんのマリア）は、『新約聖書』の福音書に記載される、イエス・キリストの磔刑と復活のそれぞれに関わる3人のマリアという名前の人物のことである。

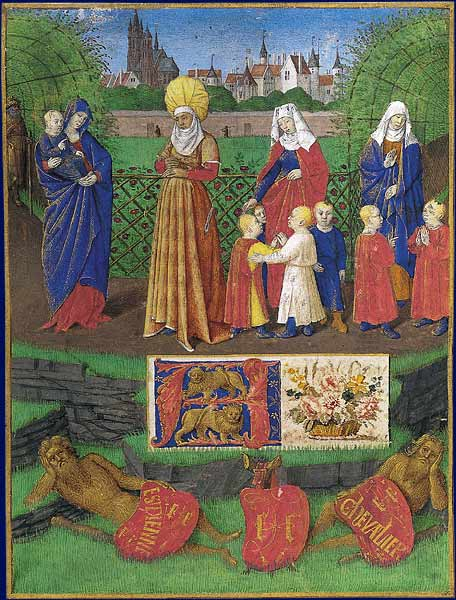
聖アンナと3人の娘を描いた『三人のマリア』（ジャン・フーケ画）

『新約聖書』に記載された当時のユダヤにおいて「マリア」という名前は一般的な女性名であった。そのため、『新約聖書』にはマリアという名前の女性が多数登場し、それらの一部は同一人物とも考えられてきた。
- イエスの母マリア（聖母マリア）
- マグダラのマリア
- 小ヤコブの母のマリア
- クロパの妻のマリア（ヤコブの母マリアと同一視されることがある）
- ラザロ・マルタの姉のマリア

磔刑と復活の場面に登場するイエスの弟子サロメも、一部の伝承では「マリア・サロメ」と呼ばれ、「3人のマリア」に含める場合がある。
一般に、「3人のマリア」と呼ばれるのは以下の3組である。
- イエスの磔刑に立ち会った3人のマリア
- 磔刑の3日後にイエスの墓を訪れた3人のマリア
- 聖アンナが別々の男性との間に生んだ3人のマリアという名前の娘

## 磔刑の場にいた3人のマリア

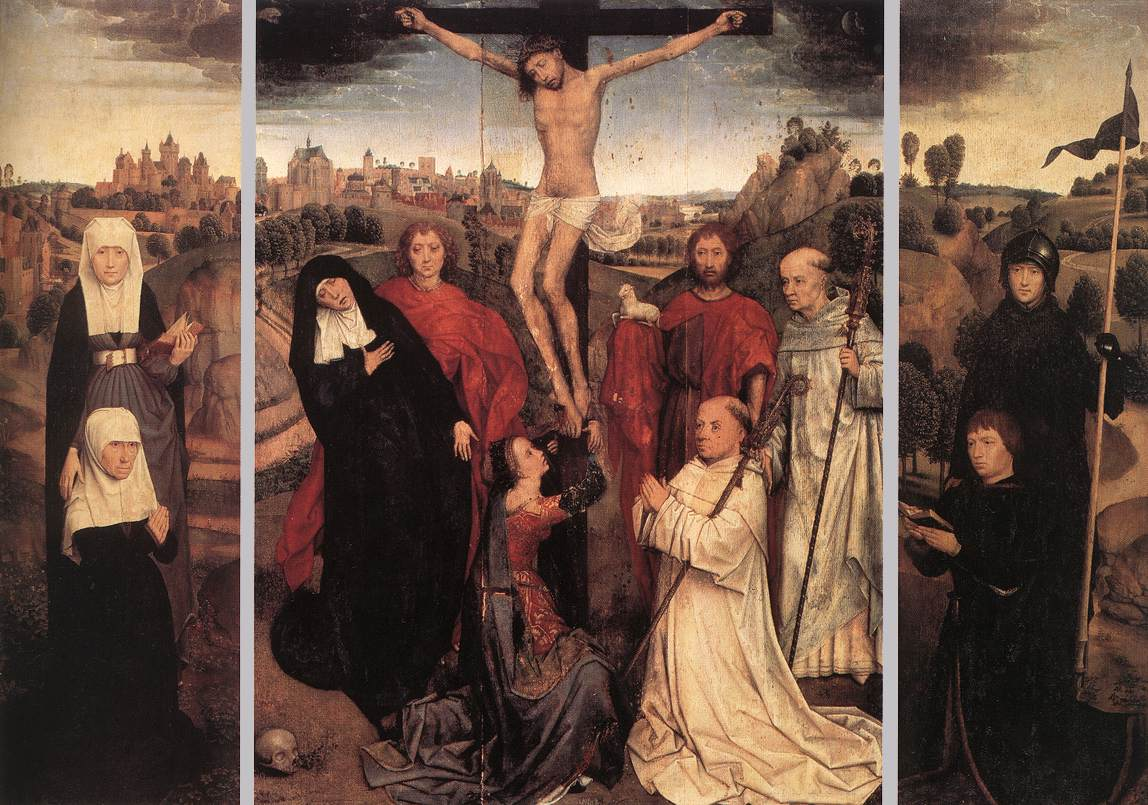
ハンス・メムリンク画『受難』

キリストの磔刑の場にイエスの弟子である女性たちがいたことは、『新約聖書』の4つの福音書の全てに書かれている。しかし、記載の相違により、何人の女性がいたか、どの女性がいたかについては様々な解釈がある。一般に、磔刑の場にいたのは、「ヨハネによる福音書」で言及される以下の3人のマリアであるとされ、アイルランドの歌"Caoineadh na dTrí Muire"でも例示されている。
- イエスの母マリア（聖母マリア）
- マグダラのマリア
- クロパの妻マリア

エル・グレコの『聖衣剥奪』など、この3人のマリアは芸術作品にしばしば描かれている。
ヨハネ以外の福音書では、イエスの母マリアやクロパの妻マリアがそこにいたとは書かれておらず、その代わりにヤコブの母マリア（マルコ、マタイ）、イエスの弟子サロメ（マルコ）、ゼベダイの子らの母（マタイ）の名が挙げられている。このことから、ヤコブの母マリアとクロパの妻マリアを同一視する解釈や、ゼベダイの子らの母をイエスの弟子サロメのこととする解釈もある。

## 墓を訪れた3人のマリア

ヒオス島のネア・モニ修道院の3人のマリアのイコン（1100年）

これは、磔刑の3日後にイエスの墓を訪れ、墓が空になっているのを発見し、天使からキリストの復活を知らされた3人の女性のことである。正教会では携香女と呼ばれ、伝統的に3人よりも多くの女性が含められている。
4つの福音書全てで、イエスの墓を訪れた女性たちについて言及しているが、その中で「マリア」という名前であると解釈されている3人の女性について言及しているのは「マルコによる福音書」16:1のみであり、以下の3人の名前が挙げられている。
- マグダラのマリア
- クロパの妻マリア
- マリア・サロメ

マルコ以外の福音書では、墓を訪れた女性の数や名前について、様々に書かれている。
- 「ヨハネによる福音書」20:1ではマグダラのマリアのみ名前が書かれているが、彼女は自分のことを複数形（「私たち」）で述べている。
- 「マタイによる福音書」28:1では、マグダラのマリアと「もう一人のマリア」が墓を訪れたと書かれている。
- 「ルカによる福音書」24:10では、墓から帰ってキリストの復活を他の人々に知らせたのは、マグダラのマリア、ヨハナ、ヤコブの母マリアと「一緒にいた他の女性たち」と書かれている。

『ローマ殉教録』では、4月24日を「クロパのマリアとサロメ」の祝日とし、彼女たちはマグダラのマリアとともに、復活の日の朝早くにイエスの墓を訪れ、主の体に香油を塗り、復活の告知を最初に聞いたと書かれている。

### 芸術作品における墓を訪れた3人のマリア

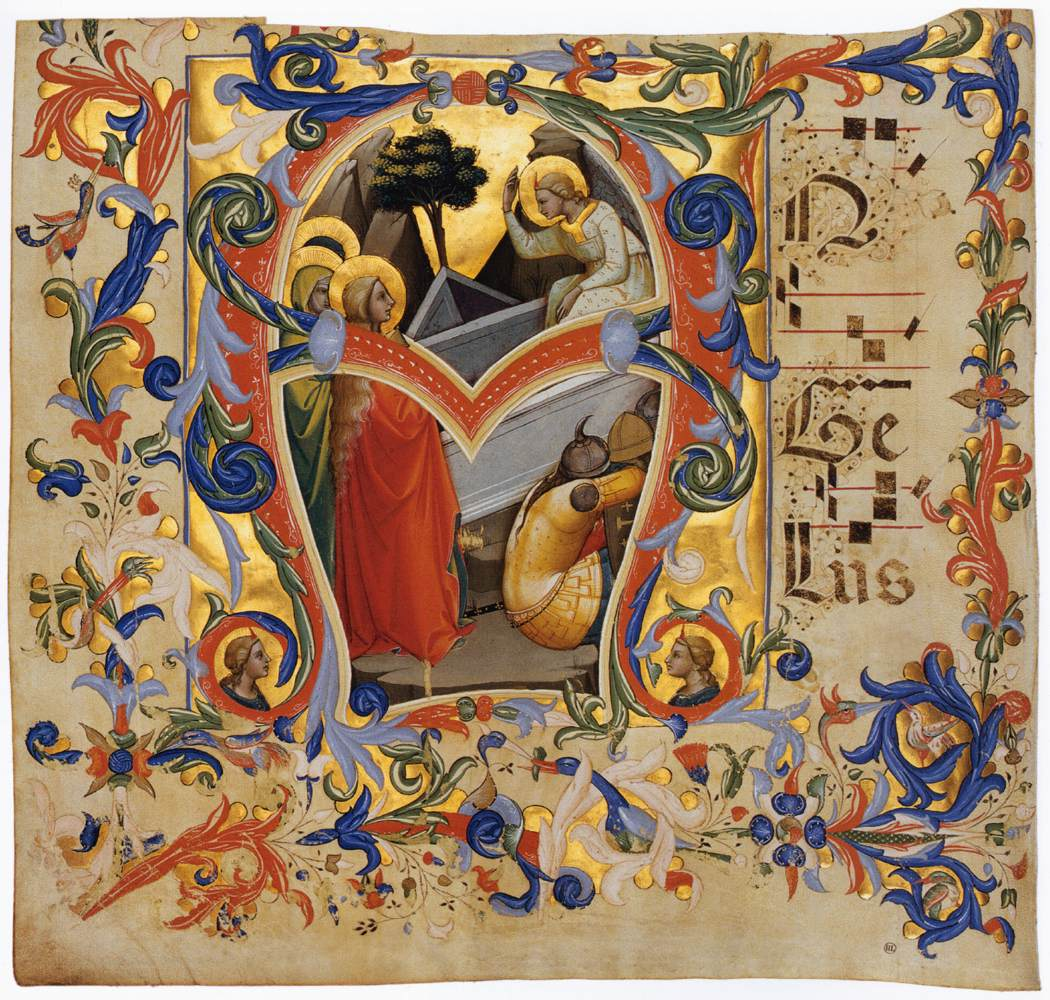
ロレンツォ・モナコの『墓を訪れた三人のマリア』（1396年の交唱聖歌集の写本の挿絵）

イエスの墓を訪れる3人の女性を描いた最も古い絵画として知られているのは、ユーフラテス川右岸の古代都市ドゥラ・エウロポスにあるドゥラ・エウロポス教会のフレスコ画である。このフレスコ画は、256年にこの都市が征服され放棄されるより以前に描かれたものであり、5世紀以降に、天使に守られたイエスの墓に複数の女性が近づく様子が定期的に描かれるようになってからは、これがキリストの復活の標準的な描写となった。1100年頃以降に、復活したキリスト自身も描かれるようになってからも、複数の女性という描写は継続された。例えば、『メリザンド詩篇』やペーター・フォン・コルネリウスの『墓を訪れる三人のマリア』などである。東方のイコンでは、携香女やキリストの地獄への降下が描かれ続けた。
15世紀の復活祭の讚美歌"O filii et filiae"では、復活祭の朝、イエスの遺体に香油を注ぐために墓に向かう3人の女性のことが歌われており、ラテン語原典ではマグダラのマリア(Maria Magdalene)とヤコブの母マリア(et Jacobi)とサロメとなっている。

### フランスの伝説
フランスには、マグダラのマリア、ヤコブの母マリア、サロメ・マリア、もしくは「マルコによる福音書」に記載されるマグダラのマリア、クロパの妻マリア、サロメ・マリアと、そのうちの一人の従者だった聖女サラが、聖地からの航海を終えてプロヴァンスのサント＝マリー＝ド＝ラ＝メールに上陸し、そこに定住したという伝説がある。この一行には、後にエクス＝アン＝プロヴァンスの司教になったラザロ、その妹であるベタニアのマリア、アリマタヤのヨセフが含められることもある。
3人のマリアの祝日は、主にフランスとイタリアで祝われ、1342年にカルメル会によって典礼に取り入れられた。
サント＝マリー＝ド＝ラ＝メール教会には、3人の聖遺物があるとされている。

### 聖金曜日の行列像

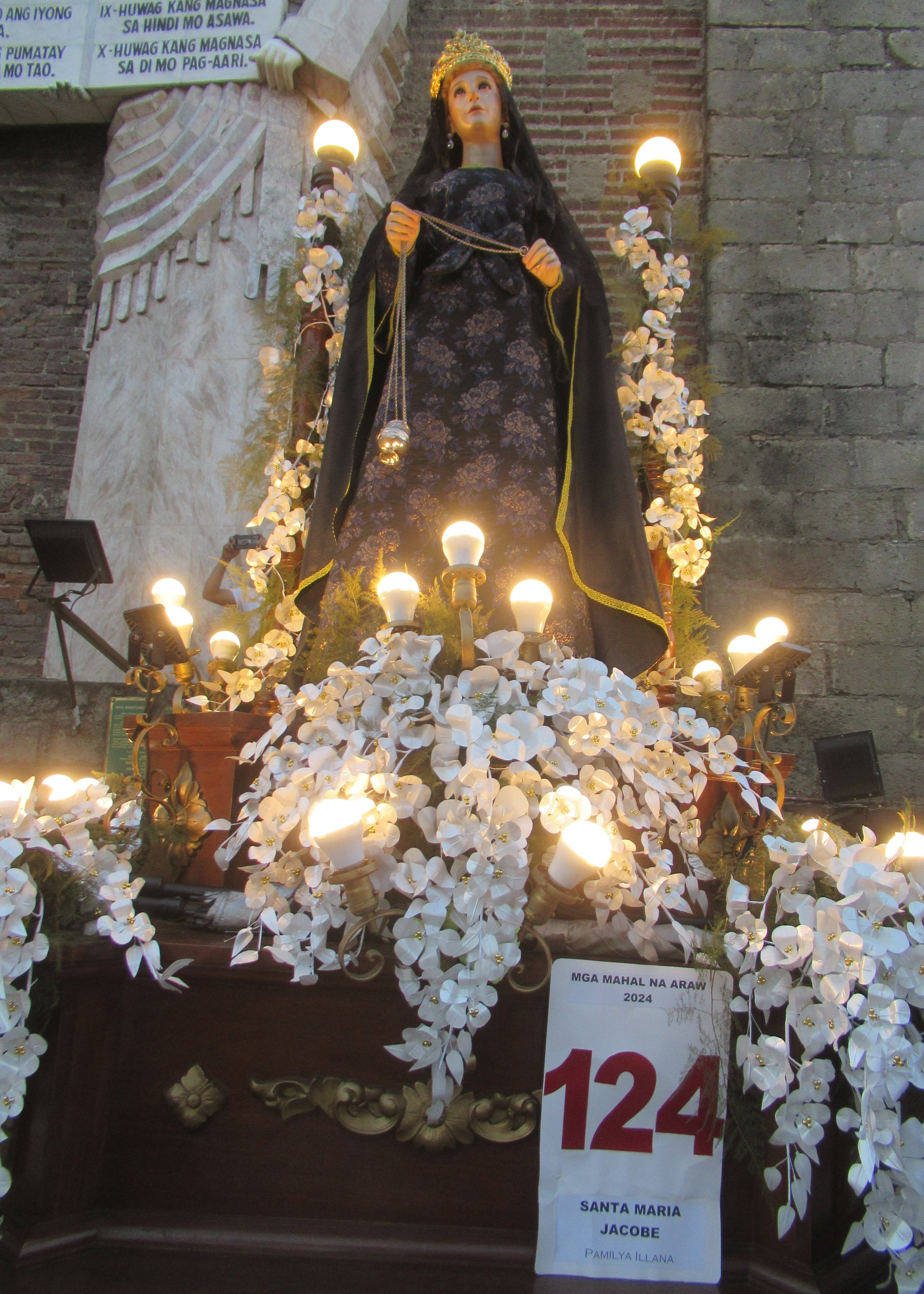
フィリピンの聖金曜日の行列で運ばれるヤコブの母マリアの像

カトリック諸国、特にスペイン、フィリピン、ラテンアメリカ諸国では、聖金曜日に行われる行列にて、墓を訪れた3人のマリアの像が運ばれる。3つの像は、それぞれ以下のアトリビュートで特徴づけられる。
- クロパの妻マリア（ヤコブの母マリアの場合もある） - 箒[14]
- マリア・サロメ - 手桶または香炉[15]
- マグダラのマリア - アラバスターの聖杯また壺[16]

## 聖アンナの娘の3人のマリア

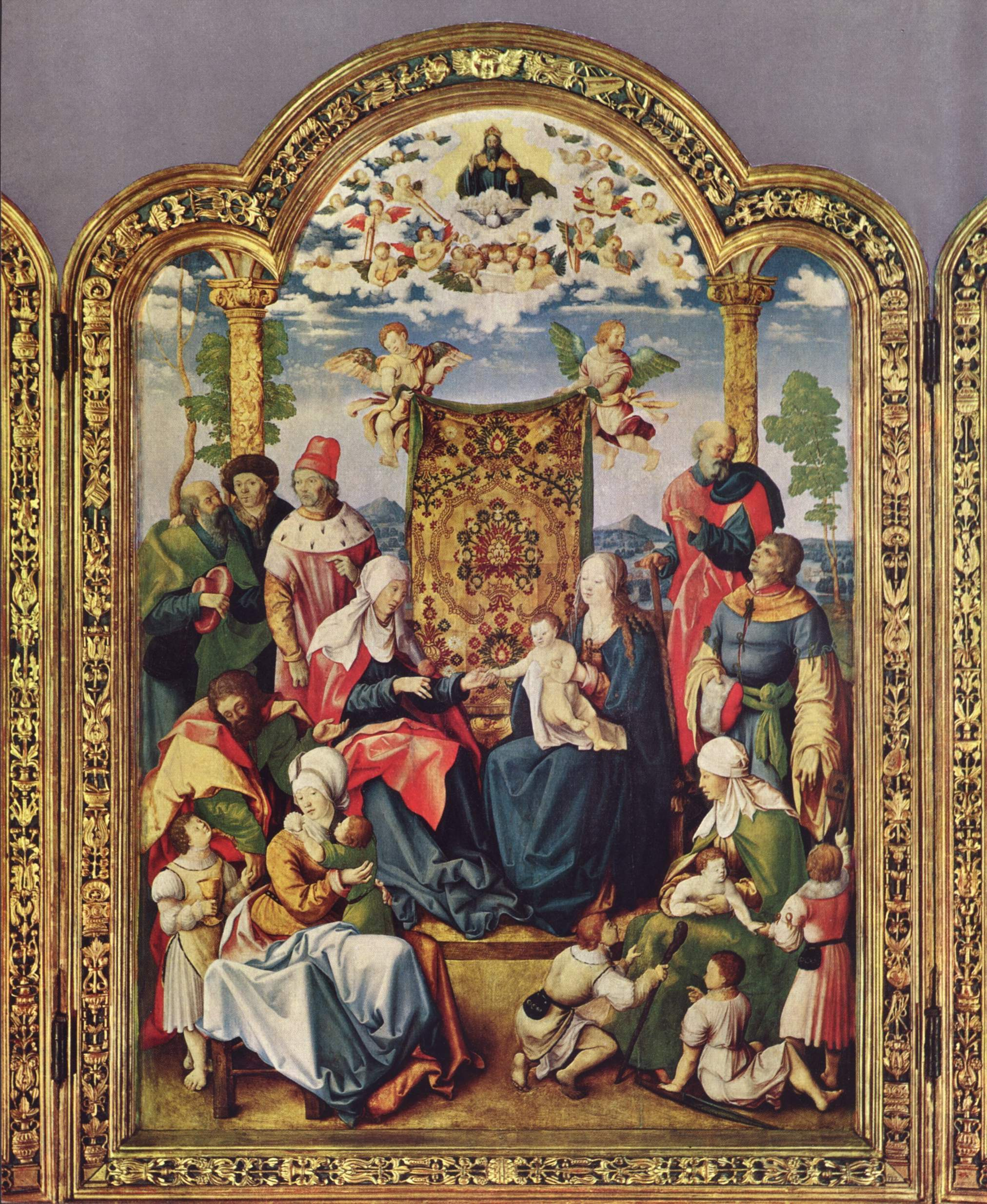
ヴォルフ・トラウトの1514年の絵画"Artelshofener Altar"（聖なる血縁関係）。聖アンナとその3人の娘、それぞれの父親、および孫が描かれている。

9世紀にオセールのアイモが唱えた説によると、聖アンナは異なる男性の間にそれぞれ娘をもうけ、そのいずれもが「マリア」という名前だった。なお、この説は1545年のトリエント公会議で否定されている。
- イエスの母マリア（聖母マリア）
- クロパの妻マリア
- サロメ・マリア

この中の誰がマグダラのマリアと同一人物であるかという仮説は立てられていない。
この伝承は、1260年ごろにヤコブス・デ・ウォラギネが書いた聖人伝『黄金伝説』にも書かれている。
ドイツやネーデルラントでは、数世紀の間、宗教芸術として聖アンナが夫や娘、孫たちと共に描かれることが多く、「聖なる血縁関係」と呼ばれている。

## その他
スペイン語圏では、オリオン座の三つ星はLas Tres Marías（3人のマリア）と呼ばれている。